# 学園人体錬金術
『学園人体錬金術』（がくえんじんたいれんきんじゅつ）は、原作：篠崎一夜、漫画：香坂透による日本のBL漫画作品。2003年3月に幻冬舎コミックスより発行。

## あらすじ
月依泉未は土地の守り神とされる一族の家に生まれた為、呪われた存在として育ってきた。泉未はある夜、上総という男に儀式の名の下に訳も分からず身体を奪われてしまう。上総との出会いから周囲で次々と異変が起こり始める。

## キャラクター
月依泉未
主人公。真柳の土地の守り神とされる一族の家に生まれた。
上総